# Mamacita (album)
Pour les articles homonymes, voir Mamacita.
Albums de Super Junior
Hero
(2013) Devil
(2015)
Singles
1. Mamacita
Sortie : 29 août 2014
2. This Is Love
Sortie : 23 octobre 2014
3. Evanesce
Sortie : 27 octobre 2014

Mamacita est le septième album coréen (huit en tout) du boys band sud-coréen Super Junior. Il est sorti en version physique le 1er septembre 2014 sous SM Entertainment et est sorti en version numérique trois jours plus tôt, soit le 29 août 2014. Il s'agit du premier album coréen du groupe depuis la sortie de Sexy, Free & Single en 2012.

## Liste des titres
| Version A et Version B | Version A et Version B                                            | Version A et Version B                | Version A et Version B                                | Version A et Version B | Version A et Version B | Version A et Version B | Version A et Version B | Version A et Version B | Version A et Version B |
| No                     | Titre                                                             | Auteur                                | Producteur(s)                                         | Durée                  |                        |                        |                        |                        |                        |
| ---------------------- | ----------------------------------------------------------------- | ------------------------------------- | ----------------------------------------------------- | ---------------------- | ---------------------- | ---------------------- | ---------------------- | ---------------------- | ---------------------- |
| 1.                     | Mamacita (아야야; Ayaya)                                          | Yoo Young-jin                         | DOM, Yoo Young-jin, Lee Hyunseung, J.SOL, Teddy Riley | 3:27                   |                        |                        |                        |                        |                        |
| 2.                     | Midnight Blues (춤을 춘다; Chumeul Chunda)                        | Shin Jinhye, Lee Yoojin               | Jason Gill, Curtis Richa, Emanuel Olsson              | 4:21                   |                        |                        |                        |                        |                        |
| 3.                     | Evanesce (백일몽; Baegilmong)                                     | Misfit                                | DOM, Kim Taesung, Andrew Choi, Teddy Riley            | 3:44                   |                        |                        |                        |                        |                        |
| 4.                     | Raining Spell for Love (사랑이 멎지 않게; Sarang-i Meotji Ankyeo) | Jung Juhee                            | DOM, lee Hyunseung, J.SOL, Teddy Riley                | 3:22                   |                        |                        |                        |                        |                        |
| 5.                     | Shirt                                                             | Lee Dong-hae, Team One Sound          | Lee Dong-hae,Team One Sound                           | 3:28                   |                        |                        |                        |                        |                        |
| 6.                     | This Is Love                                                      | Kim Jiwon, Cho Yoonkyung              | Kim Jihu, Park Seulgi, Lola Fair, Nermin Harambasic   | 3:49                   |                        |                        |                        |                        |                        |
| 7.                     | Let's Dance                                                       | Seo Ji-eum                            | Im Kwangwook, Ylva Dimberg, Nermin Harambasic         | 3:45                   |                        |                        |                        |                        |                        |
| 8.                     | Too Many Beautiful Girls                                          | Kim Inhyung, Shin Jinhye, Lee Seuran  | Chris Young, Andy Jackson                             | 3:20                   |                        |                        |                        |                        |                        |
| 9.                     | Mid-season (환절기; Hwanjeolgi)                                   | Hwang Hyun                            | Hwang Hyun                                            | 4:01                   |                        |                        |                        |                        |                        |
| 10.                    | Islands                                                           | Seo Ji-eum, Lee Yoojin, Cho Yoonkyung | Ricky Hanley, Alex Holmgren, Andreas Stone Johansson  | 4:27                   |                        |                        |                        |                        |                        |
| 37:44                  |                                                                   |                                       |                                                       |                        |                        |                        |                        |                        |                        |

| This Is Love (Special Edition) | This Is Love (Special Edition)            | This Is Love (Special Edition)        | This Is Love (Special Edition)                        | This Is Love (Special Edition) | This Is Love (Special Edition) | This Is Love (Special Edition) | This Is Love (Special Edition) | This Is Love (Special Edition) | This Is Love (Special Edition) |
| No                             | Titre                                     | Auteur                                | Producteur(s)                                         | Durée                          |                                |                                |                                |                                |                                |
| ------------------------------ | ----------------------------------------- | ------------------------------------- | ----------------------------------------------------- | ------------------------------ | ------------------------------ | ------------------------------ | ------------------------------ | ------------------------------ | ------------------------------ |
| 1.                             | This Is Love (Stage Version)              | Kim Jiwon, Cho Yoonkyung              | Kim Ji Hu, Park Seulgi, Lola Fair, Nermin Harambasic  | 4:07                           |                                |                                |                                |                                |                                |
| 2.                             | Hit Me Up                                 | Teddy Riley, DOM, Lee Hyun Seung      |                                                       | 3:24                           |                                |                                |                                |                                |                                |
| 3.                             | Mamacita (아야야)                         | Yoo Young-jin                         | DOM, Yoo Young-jin, Lee Hyunseung, J.SOL, Teddy Riley | 3:27                           |                                |                                |                                |                                |                                |
| 4.                             | Midnight Blues (춤을 춘다)                | Shin Jinhye, Lee Yoojin               | Jason Gill, Curtis Richa, Emanuel Olsson              | 4:21                           |                                |                                |                                |                                |                                |
| 5.                             | Don't Leave Me                            | Choi Si-won、Iconic Sounds            | Choi Si-won、220, Iconic Sounds                       | 3:41                           |                                |                                |                                |                                |                                |
| 6.                             | ...ing (중) (Super Junior-K.R.Y.)         | Park Chang Hyun                       | Park Chang Hyun                                       | 4:16                           |                                |                                |                                |                                |                                |
| 7.                             | Evanesce (백일몽)                         | Misfit                                | DOM, Kim Taesung, Andrew Choi, Teddy Riley            | 3:44                           |                                |                                |                                |                                |                                |
| 8.                             | Raining Spell for Love (사랑이 멎지 않게) | Jung Juhee                            | DOM, lee Hyunseung, J.SOL, Teddy Riley                | 3:22                           |                                |                                |                                |                                |                                |
| 9.                             | Shirt                                     | Lee Dong-hae, Team One Sound          | Lee Dong-hae,Team One Sound                           | 3:28                           |                                |                                |                                |                                |                                |
| 10.                            | Let's Dance                               | Seo Ji-eum                            | Im Kwangwook, Ylva Dimberg, Nermin Harambasic         | 3:45                           |                                |                                |                                |                                |                                |
| 11.                            | Too Many Beautiful Girls                  | Kim Inhyung, Shin Jinhye, Lee Seuran  | Chris Young, Andy Jackson                             | 3:20                           |                                |                                |                                |                                |                                |
| 12.                            | Mid-season (환절기)                       | Hwang Hyun                            | Hwang Hyun                                            | 4:01                           |                                |                                |                                |                                |                                |
| 13.                            | Islands                                   | Seo Ji-eum, Lee Yoojin, Cho Yoonkyung | Ricky Hanley, Alex Holmgren, Andreas Stone Johansson  | 4:27                           |                                |                                |                                |                                |                                |
| 49:23                          |                                           |                                       |                                                       |                                |                                |                                |                                |                                |                                |

## Classement

### Classement de l'album
Mamacita
| Pays         | Classement                                 | Meilleure position | Réf.  |
| ------------ | ------------------------------------------ | ------------------ | ----- |
| Corée du Sud | Gaon Album Chart (Domestique)              | 1                  |       |
| Corée du Sud | Gaon Album Chart (Général)                 | 1                  |       |
| Japon        | Oricon Daily Album Charts (Western Albums) | 3                  |       |
| Hong Kong    | Metro International Chart                  | 18                 |       |
| US           | Billboard World Albums                     | 1                  | [ 1 ] |
| US           | Heatseekers Album                          | 39                 |       |

### Classement du titre
Mamacita
| Pays         | Classement                           | Chanson  | Meilleure position |
| ------------ | ------------------------------------ | -------- | ------------------ |
| Corée du Sud | Gaon Digital Chart (General)         | Mamacita | 11                 |
| Corée du Sud | Gaon Digital Chart (Domestique)      | Mamacita | 10                 |
| Corée du Sud | Gaon Social Chart                    | Mamacita | 15                 |
| Corée du Sud | Gaon Streaming Chart                 | Mamacita | 43                 |
| Corée du Sud | Gaon Mobile Chart                    | Mamacita | 22                 |
| Chine        | Baidu Real Time King Chart (Général) | Mamacita | 2                  |
| Chine        | Baidu Real Time King Chart           | Mamacita | 2                  |
| Chine        | Baidu New Song Chart                 | Mamacita | 3                  |
| US           | World Digital Songs                  | Mamacita | 4                  |

Classement des autres titres
| Pays  | Classement                 | Chanson                  | Meilleure position |
| ----- | -------------------------- | ------------------------ | ------------------ |
| Chine | Baidu Real Time King Chart | Midnight Blues           | 10                 |
| Chine | Baidu Real Time King Chart | Shirt                    | 4                  |
| Chine | Baidu Real Time King Chart | Evanesce                 | 13                 |
| Chine | Baidu Real Time King Chart | This Is Love             | 15                 |
| Chine | Baidu Real Time King Chart | Let's Dance              | 21                 |
| Chine | Baidu Real Time King Chart | Too Many Beautiful Girls | 19                 |
| Chine | Baidu Real Time King Chart | Raining Spell For Love   | 17                 |
| Chine | Baidu Real Time King Chart | Mid-Seasons              | 20                 |
| Chine | Baidu Real Time King Chart | Island                   | 16                 |
| Chine | Baidu New Song Chart       | Midnight Blues           | 15                 |
| Chine | Baidu New Song Chart       | Shirt                    | 21                 |
| Chine | Baidu New Song Chart       | Evanesce                 | 28                 |
| Chine | Baidu New Song Chart       | This Is Love             | 30                 |

### Classement du MV
Mamacita
| Pays          | Classement                                            | Chanson                  | Meilleure position | Réf.  |
| ------------- | ----------------------------------------------------- | ------------------------ | ------------------ | ----- |
| Chine         | Yinyuetai Real Time Chart                             | Mamacita (Full Version)  | 1                  |       |
| Chine         | Yinyuetai Weekly Chart                                | Mamacita (Full Version)  | 1                  | [ 4 ] |
| Chine         | Yinyuetai Real Time Chart                             | Mamacita (Drama Version) | 2                  |       |
| Chine         | Yinyuetai Weekly Chart                                | Mamacita (Drama Version) | 2                  | [ 5 ] |
| US            | Most Viewed K-Pop Videos in America - Août 2014       | Mamacita                 | 2                  |       |
| International | Most Viewed K-Pop Videos Around the World - Août 2014 | Mamacita                 | 1                  |       |

## Ventes
| 2014  | Septembre | 237 646         | 237 646         | –               | –               | [ 6 ]           |                 |                 |
| 2014  | Octobre   | 32 728          | 270 354         | 114 216         | 114 216         | [ 7 ]           |                 |                 |
| 2014  | Novembre  | –               | –               | 28 644          | 142 860         | [ 7 ]           |                 |                 |
| 2014  | Décembre  | –               | –               | 655             | 143 515         | [ 7 ]           |                 |                 |
| Total | Total     | Plus de 413 869 | Plus de 413 869 | Plus de 413 869 | Plus de 413 869 | Plus de 413 869 | Plus de 413 869 | Plus de 413 869 |

## Historique de sortie
| Pays         | Date | Format                                          | Label     |
| ------------ | --- | ----------------------------------------------- | --------- |
| Corée du Sud | 29 août 2014 1er septembre 2014 (Version A) 12 septembre 2014 (Version B) 23 octobre 2014 (Special Edition) 27 octobre 2014 (Special Edition) | Téléchargement légal CD Téléchargement légal CD | KT Music  |
| Taïwan       | 24 décembre 2014 (Special Edition) | CD + DVD                                        | Avex Trax |